# Stephan Käfer
Stephan Käfer (Magonza, 29 aprile 1975) è un attore tedesco.

## Biografia
Nato a Magonza in Germania nel 1975. Stephan dopo aver frequentato il Wirtschaftsgymnasium di Rastatt e conseguito il diploma decide di studiare recitazione. Fin da piccolo è attratto dal mondo dello spettacolo soprattutto dal mondo del Cinema. Frequenta inizialmente dei corsi privati di recitazione, in seguito frequenta a Berlino l'Acting Studio, la scuola di recitazione Film acting class di Amburgo e si forma professionalmente nella scuola di recitazione americana UCLA di Los Angeles.

## Filmografia

### Cinema
- Un matrimonio da favola, regia di Carlo Vanzina (2013)
- Grenzenlos, regia Victor De Pachas (2014)
- Il premio, regia di Alessandro Gassman (2017)

### Televisione
- Rosa Roth – serie TV, episodio 1x27 (2009)
- Verbotene Liebe – serial TV, 182 puntate (2010-2011)
- Soko 5113 (SOKO München) – serie TV, episodio 37x04 (2011)
- Squadra Speciale Stoccarda (SOKO Stuttgart) – serie TV, episodio 4x04 (2012)
- Heiter bis tödlich: Henker & Richter – serie TV, episodio 1x16 (2012)
- Pupetta - Il coraggio e la passione – miniserie TV, 4 puntate (2013)
- Un caso per due (Ein fall fuer zwei) – serie TV, episodio 34x02 (2013)
- Ein Fall für Zwei: Reloaded – serie TV, episodio 1x02 (2014)
- Unter uns – serial TV, 18 puntate (2014)
- Il peccato e la vergogna – serie TV, 8 episodi (2014)
- Mila – serial TV, 2 puntate (2015)
- Non è stato mio figlio – serie TV, 8 episodi (2016)
- Alles was zählt – serial TV, 20 puntate (2017)
- Counterpart – serie TV, episodio 1x02 (2018)
- Falk – serie TV, episodio 1x06 (2018)
- Morden im Norden – serie TV, episodio 5x16 (2018)
- The Blacklist – serie TV, episodio 6x22 (2019)
- Agents of S.H.I.E.L.D. – serie TV, episodio 7x03 (2020)
- Tempesta d'amore (Sturm der Liebe) – serial TV, 45 puntate (2020-2022)
- Piedone - Uno sbirro a Napoli, regia di Alessio Maria Federici – miniserie TV, puntata 1 (2024)